# パイパー PA-48
PA-48 エンフォーサー
PA-48 N48PE号機
- 用途：COIN機
- 製造者：パイパー・エアクラフト社
- 初飛行：1971年
- 生産数：4機
- 退役：1984年
- 運用状況：試作のみ

PA-48 エンフォーサー（Piper PA-48 Enforcer）は、アメリカ合衆国のパイパー・エアクラフト社で開発されたターボプロップエンジン搭載の近接航空支援／地上攻撃機であり、第二次世界大戦時のノースアメリカン P-51 マスタングの最終発展型である。
愛称の「エンフォーサー (Enforcer)」は、「法執行者」の意。

## 設計と開発
1968年にキャバリエ・エアクラフト社の所有者/創業者であるデヴィッド・リンジィは、COIN機での使用を目指してキャヴァリエ マスタングの大規模改造版の開発を始めた。キャバリエは当初ロールス・ロイス ダート 510 ターボプロップエンジンをマスタングIIの機体に組み合わせたものであった。この自社企画の試作機はマスタングIIが製造された目的と同一の近接航空支援/COIN任務用に企画された。
ターボ マスタング IIIは、ペイロードの増加と維持費の低減と共に劇的な性能向上を果たし、エンジン、主要部、パイロットを防御するためのブリストル・セラミック装甲も備えていた。アメリカ空軍に対する幾度にも渡る売込みが図られたにもかかわらず、米国軍部も他国の運用者もターボ マスタング IIIを購入したところは無かった。
量産能力を持つ企業を探す過程で「エンフォーサー」と改称されたターボ マスタング IIIは、1970年遅くにパイパー社へ売却された。キャバリエ・エアクラフト社は1971年に閉鎖されたが、創業者/所有者のデヴィッド・リンジィはパイパー社と共にエンフォーサー構想の開発に関与し続けることができた。パイパー社はアメリカ空軍からライカミング T55-L-9エンジン（リンジィが最初から望んでいたのはこのエンジンであった）を貸与してもらうことができ、この機体で200時間以上にわたる飛行を実施した。1984年にアメリカ合衆国議会から1,200万US$の割り当てを受けてパイパー社は新規に2機のエンフォーサーを製造し、この新しい試作機をPA-48と命名した。これらの機体はアメリカ空軍による評価を受けたが、操縦したのはパイパー社のテストパイロットだけであった。
1971年にパイパー社は既存の2機のマスタングの機体に大幅な改造を加えライカミング YT55-L-9Aを装着し、その他特徴ある改造を施した。1機は単座型（PE-1と呼ばれ、FAAの登録記号N201PE）、もう1機は複座型（PE-2、登録記号N202PE）であった。Pave COIN計画の評価を受ける前にN202PEは、1971年7月12日にパイパー社が改造した昇降舵トリムタブ引き起こしたフラッターによりフロリダ海岸沖に墜落して失われた。1971 - 1972年に行われたPave COIN計画の評価テストでアメリカ空軍のテストパイロットが操縦するエンフォーサーは良好な性能を発揮したが、パイパー社はアメリカ空軍との契約を獲得することはできなかった。

## 飛行テストと評価

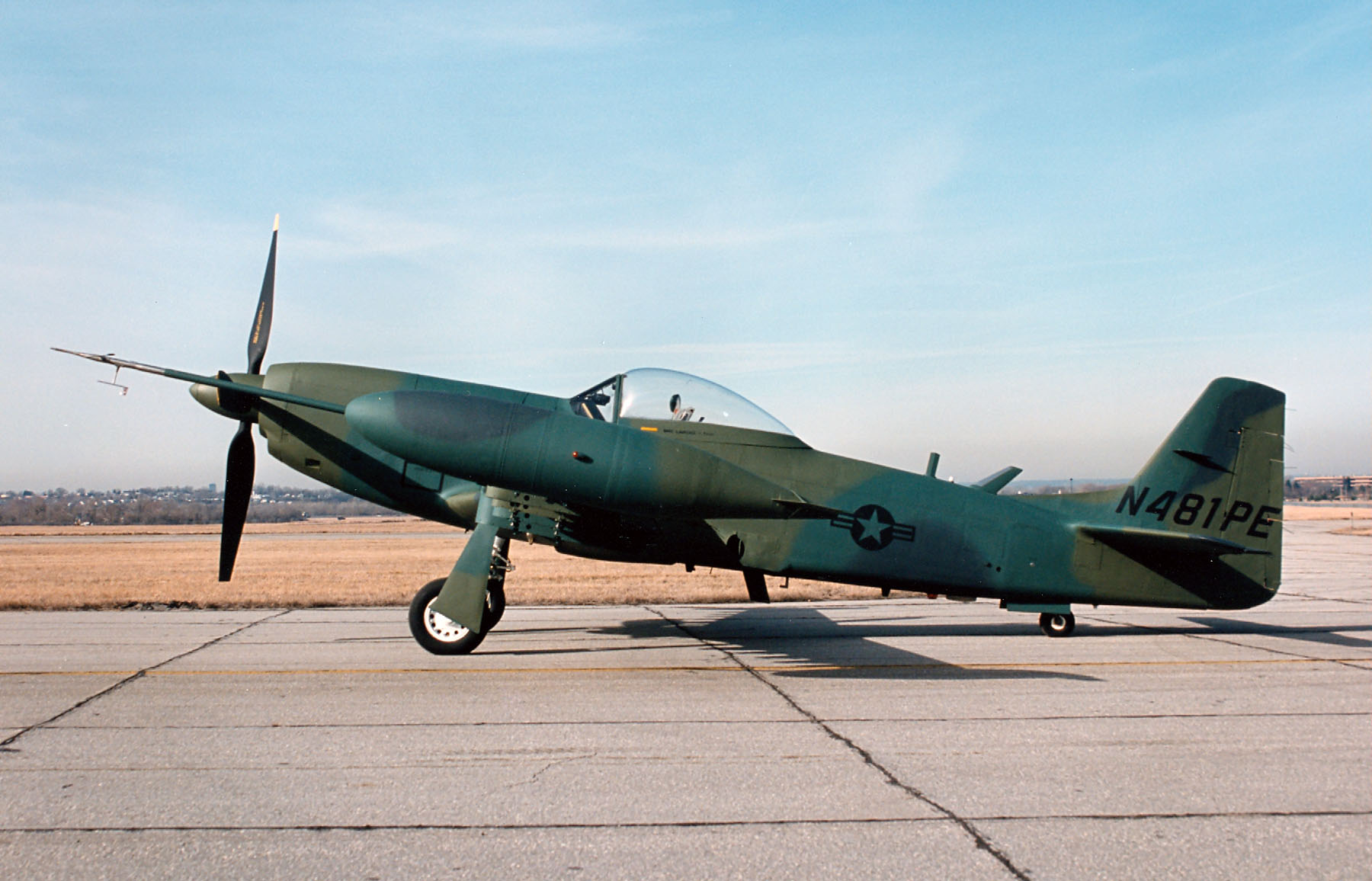
アメリカ空軍による評価を受けるパイパー PA-48 エンフォーサー

8年を経てパイパー社とリンジィはアメリカ空軍にエンフォーサーを公式に再評価させるロビー活動を議会に対し行った。結果的にパイパー社が2機の新造試作機を製作するためとアメリカ空軍が再度評価テストを実施するための費用として1979年国防予算から1億1,900万US$が支給された。エンフォーサーはアメリカ空軍の装備品リストに載ることは無かったため、公式な軍用呼称や空軍のシリアルナンバーは与えられなかった。そのかわりパイパー社の名称PA-48とFAAの登録記号N481PEとN482PEが使用された。
このPA-48が完成した時点でP-51との共通の構成部位は10%以下であり、より長く大型になっていた。本質的にPA-48 エンフォーサーは完全な新型機であった。
2機のPA-48は1983 - 1984年にフロリダ州のエグリン空軍基地とカリフォルニア州のエドワーズ空軍基地でテストにかけられた。1971年のPave COIN計画のテストと同様にPA-48はその使用用途に対して良好な性能を示したが、アメリカ空軍は再度この機体を購入しないことに決めた。

## 現存機
製造された4機の試作機のうち2機が現存する。1機（N482PE）はエドワーズ空軍基地で修復待ちであり、もう1機のN481PEは完全に修復されてオハイオ州 デイトン近くのライト・パターソン空軍基地にある国立アメリカ空軍博物館の"試作機ハンガー"に収蔵されている。

## 要目
(PA-48) Jane's All The World's Aircraft 1982–83
- 乗員：1名
- 全長：10.41 m (34 ft 2 in)
- 全幅：12.60 m (41 ft 4 in) [3]
- 全高：2.67 m (8 ft 9 in)
- 翼面積：22.8 m2 (245 ft2)
- 空虚重量：3,266 kg kg (7,200 lb)
- 最大離陸重量：6,350 kg (14,000 lb)
- エンジン：ライカミング YT55-L-9、2,455 ehp (1,823 kW)
- 最大速度：345 mph (300 knots, 556 km/h) at 15,000 ft (4,575 m)
- 超過禁止速度：402 mph
- 巡航速度：253 mph (220 knots, 408 km/h)
- 失速速度：114 mph (82 knots, 183 km/h)
- 巡航高度：20,000 ft (6,100 m)
- 戦闘航続範囲：460 mi (400 nmi, 740 km) with two 30 mm gun pods
- 上昇率：5,000/min (26.1 m/s)
- 武装：
  - ハードポイント：Six underwing hardpoints with a maximum capacity of 5,680 lb (2,576 kg)